# Chroesthes longifolia
Chroesthes longifolia là một loài thực vật có hoa trong họ Ô rô. Loài này được (Wight) B.Hansen mô tả khoa học đầu tiên năm 1983.